# داني فورد
داني فورد (بالإنجليزية: Danny Ford)‏ هو لاعب كرة قدم أمريكية أمريكي، ولد في 19 ديسمبر 1947 في غادسدن في الولايات المتحدة.

## وصلات خارجية
- داني فورد على موقع قاعة ألاباما للمشاهير الرياضية (مؤرشف) (الإنجليزية)
- داني فورد على موقع إن إن دي بي (الإنجليزية)